# Edmond Kapllani
Edmond Kapllani (Durazzo, 31 luglio 1982) è un ex calciatore albanese, di ruolo attaccante.

## Carriera

### Club

#### Teuta e Partizani Tirana
Ha iniziato la sua carriera giocando nella squadra della sua città il Teuta, club militante nella massima serie del campionato albanese, nella Kategoria Superiore. Nel 1999 invece passa al Partizani Tirana, dove non ha giocato moltissimo nei 2 anni in cui vi è stato, solo 15 presenze ed un gol anche per via di alcuni infortuni. Nel 2001 infatti viene ceduto al Rijeka, squadra croata.

#### Rijeka
Nel 2001 va a giocare nel campionato croato al Rijeka, anche in Croazia, non trova molto spazio e viene utilizzato poco, collezionando solo 7 presenze e 3 gol. L'esperienza croata dura solo un anno, e così fa ritorno in Albania.

#### Ritorno al Partizani Tirana e il Besa Kavajë
Nel 2002 torna in Albania e ritorna al Partizani Tirana, dove colleziona in una stagione 18 presenze e 5 gol. Nel 2003 passa al Besa Kavajë, dove trascorre una grande stagione terminata con 35 presenze e ben 12 gol messi a segno.

#### Karlsruhe
Terminata la stagione 2003-2004, passa al Karlsruhe per 250.000 euro, squadra della seconda divisione del campionato tedesco, qui vi rimane per ben 5 stagioni, di cui le ultime due giocate in Bundesliga, dove ha fatto il suo debutto nel 2007 e con un totale di 118 presenze e 26 gol in campionato, 9 presenze e 3 gol nelle coppe nazionali, per un totale di 127 presenze e 29 reti con la maglia del Karlsruhe.

#### Augusta ed i prestiti al Coblenza e Paderborn 07
A gennaio del 2010 passa all'Augusta, nell'esperienza all'Augusta non ha molta fortuna perché gioca pochissimo, ed è stato mandato a giocare anche in prestito al Coblenza prima e al Paderborn poi. Nel 2011 gioca con l'Augusta la Bundesliga, ma viene utilizzato solo in 6 occasioni e riesce a segnare solo un gol, prima di lasciare la squadra definitivamente nel 2012, al termine della stagione, visto che era anche in scadenza di contratto.

#### FSV Francoforte
Nel 2012 dopo la scadenza del contratto con l'Augusta, firma col FSV Francoforte squadra della seconda divisione del campionato tedesco, così scende nuovamente di categoria per poter giocare con più continuità ed alla sua prima stagione colleziona 26 presenze ed 11 gol.

### Nazionale
Ha collezionato 2 presenze con l'Under-18 ed altre 2 presenze e segnando anche un gol con la nazionale albanese Under-21.
Ha debuttato con la maglia della nazionale maggiore il 31 marzo 2004, nella partita amichevole contro l'Islanda, subentrando al 46', partita che poi è finita 2-1 per gli albanesi.
Il 2 giugno 2007 segna il suo primo gol in Nazionale nella partita valida per le qualificazioni agli Europei del 2008 contro il Lussemburgo, terminata con la vittoria per 2-0 dell'Albania.

## Statistiche

### Presenze e reti nei club
Statistiche aggiornate al 13 agosto 2016.
| Stagione                | Squadra                 | Campionato              | Campionato | Campionato | Coppe nazionali | Coppe nazionali | Coppe nazionali | Coppe continentali | Coppe continentali | Coppe continentali | Altre coppe | Altre coppe | Altre coppe | Totale | Totale |
| Stagione                | Squadra                 | Comp                    | Pres       | Reti       | Comp            | Pres            | Reti            | Comp               | Pres               | Reti               | Comp        | Pres        | Reti        | Pres   | Reti   |
| ----------------------- | ----------------------- | ----------------------- | ---------- | ---------- | --------------- | --------------- | --------------- | ------------------ | ------------------ | ------------------ | ----------- | ----------- | ----------- | ------ | ------ |
| 1998-1999               | Teuta                   | KS                      | 0          | 0          | CA              | 0               | 0               | -                  | -                  | -                  | -           | -           | -           | 0      | 0      |
| 1999-2000               | Partizani Tirana        | KS                      | 15         | 1          | CA              | 0               | 0               | -                  | -                  | -                  | -           | -           | -           | 15     | 1      |
| 2000-2001               | Partizani Tirana        | KS                      | 0          | 0          | CA              | 0               | 0               | -                  | -                  | -                  | -           | -           | -           | 0      | 0      |
| 2001-2002               | Rijeka                  | 1. HNL                  | 7          | 3          | CC              | 0               | 0               | -                  | -                  | -                  | -           | -           | -           | 7      | 3      |
| 2002-2003               | Partizani Tirana        | KS                      | 18         | 5          | CA              | 0               | 0               | CU                 | 1                  | 0                  | -           | -           | -           | 19     | 5      |
| Totale Partizani Tirana | Totale Partizani Tirana | Totale Partizani Tirana | 33         | 6          |                 | 0               | 0               |                    | 1                  | 0                  |             | -           | -           | 34     | 6      |
| 2003-2004               | Besa Kavajë             | KS                      | 35         | 12         | CA              | 0               | 0               | -                  | -                  | -                  | -           | -           | -           | 35     | 12     |
| 2004-2005               | Karlsruhe               | 2L                      | 15         | 1          | CG              | 2               | 0               | -                  | -                  | -                  | -           | -           | -           | 17     | 1      |
| 2005-2006               | Karlsruhe               | 2L                      | 25         | 6          | CG              | 2               | 1               | -                  | -                  | -                  | -           | -           | -           | 27     | 7      |
| 2006-2007               | Karlsruhe               | 2L                      | 30         | 17         | CG              | 1               | 1               | -                  | -                  | -                  | -           | -           | -           | 31     | 18     |
| 2007-2008               | Karlsruhe               | BL                      | 28         | 2          | CG+CdL          | 2+1             | 0               | -                  | -                  | -                  | -           | -           | -           | 31     | 2      |
| 2008-2009               | Karlsruhe               | BL                      | 20         | 0          | CG              | 1               | 1               | -                  | -                  | -                  | -           | -           | -           | 21     | 1      |
| Totale Karlsruhe        | Totale Karlsruhe        | Totale Karlsruhe        | 118        | 26         |                 | 9               | 3               |                    | -                  | -                  |             | -           | -           | 127    | 29     |
| 2009-gen. 2010          | Augusta                 | 2L                      | 2          | 0          | CG              | 1               | 0               | -                  | -                  | -                  | -           | -           | -           | 3      | 0      |
| gen.-giu. 2010          | Coblenza                | 2L                      | 17         | 5          | CG              | 0               | 0               | -                  | -                  | -                  | -           | -           | -           | 17     | 5      |
| ago. 2010               | Augusta                 | 2L                      | 0          | 0          | CG              | 1               | 1               | -                  | -                  | -                  | -           | -           | -           | 1      | 1      |
| 2010-2011               | Paderborn               | 2L                      | 23         | 8          | CG              | 0               | 0               | -                  | -                  | -                  | -           | -           | -           | 23     | 8      |
| 2011-2012               | Augusta                 | BL                      | 6          | 1          | CG              | 2               | 0               | -                  | -                  | -                  | -           | -           | -           | 8      | 1      |
| Totale Augusta          | Totale Augusta          | Totale Augusta          | 8          | 1          |                 | 4               | 1               |                    | -                  | -                  |             | -           | -           | 12     | 2      |
| 2012-2013               | FSV Francoforte         | 2L                      | 26         | 11         | CG              | 1               | 0               | -                  | -                  | -                  | -           | -           | -           | 27     | 11     |
| 2013-2014               | FSV Francoforte         | 2L                      | 30         | 11         | CG              | 2               | 1               | -                  | -                  | -                  | -           | -           | -           | 32     | 12     |
| 2014-2015               | FSV Francoforte         | 2L                      | 26         | 11         | CG              | 2               | 2               | -                  | -                  | -                  | -           | -           | -           | 28     | 13     |
| 2015-2016               | FSV Francoforte         | 2L                      | 19         | 3          | CG              | 2               | 1               | -                  | -                  | -                  | -           | -           | -           | 21     | 4      |
| Totale FSV Francoforte  | Totale FSV Francoforte  | Totale FSV Francoforte  | 101        | 36         |                 | 7               | 4               |                    | -                  | -                  |             | -           | -           | 108    | 40     |
| 2016-2017               | Elversberg              | 4L                      | 2          | 1          | CG              | 0               | 0               | -                  | -                  | -                  | -           | -           | -           | 2      | 1      |
| Totale carriera         | Totale carriera         | Totale carriera         | 344        | 98         |                 | 20              | 8               |                    | 1                  | 0                  |             | -           | -           | 365    | 106    |

### Cronologia presenze e reti in nazionale
| Cronologia completa delle presenze e delle reti in nazionale ― Albania | Cronologia completa delle presenze e delle reti in nazionale ― Albania | Cronologia completa delle presenze e delle reti in nazionale ― Albania | Cronologia completa delle presenze e delle reti in nazionale ― Albania | Cronologia completa delle presenze e delle reti in nazionale ― Albania | Cronologia completa delle presenze e delle reti in nazionale ― Albania | Cronologia completa delle presenze e delle reti in nazionale ― Albania | Cronologia completa delle presenze e delle reti in nazionale ― Albania |
| Data                                                                   | Città                                                                  | In casa                                                                | Risultato                                                              | Ospiti                                                                 | Competizione                                                           | Reti                                                                   | Note                                                                   |
| ---------------------------------------------------------------------- | ---------------------------------------------------------------------- | ---------------------------------------------------------------------- | ---------------------------------------------------------------------- | ---------------------------------------------------------------------- | ---------------------------------------------------------------------- | ---------------------------------------------------------------------- | ---------------------------------------------------------------------- |
| 31-3-2004                                                              | Tirana                                                                 | Albania                                                                | 2 – 1                                                                  | Islanda                                                                | Amichevole                                                             | -                                                                      | 46’                                                                    |
| 28-4-2004                                                              | Estonia                                                                | Estonia                                                                | 1 – 1                                                                  | Albania                                                                | Amichevole                                                             | -                                                                      | 67’                                                                    |
| 18-8-2004                                                              | Nicosia                                                                | Cipro                                                                  | 2 – 1                                                                  | Albania                                                                | Amichevole                                                             | -                                                                      | 46’                                                                    |
| 29-5-2005                                                              | Varsavia                                                               | Polonia                                                                | 1 – 0                                                                  | Albania                                                                | Amichevole                                                             | -                                                                      | 46’                                                                    |
| 17-8-2005                                                              | Tirana                                                                 | Albania                                                                | 2 – 1                                                                  | Azerbaigian                                                            | Amichevole                                                             | -                                                                      | 46’                                                                    |
| 3-9-2005                                                               | Tirana                                                                 | Albania                                                                | 2 – 1                                                                  | Kazakistan                                                             | Qual. Mondiali 2006                                                    | -                                                                      | 90’                                                                    |
| 8-10-2005                                                              | Kiev                                                                   | Ucraina                                                                | 2 – 2                                                                  | Albania                                                                | Qual. Mondiali 2006                                                    | -                                                                      | 70’                                                                    |
| 12-10-2005                                                             | Tirana                                                                 | Albania                                                                | 0 – 1                                                                  | Turchia                                                                | Qual. Mondiali 2006                                                    | -                                                                      | 73’                                                                    |
| 22-3-2006                                                              | Tirana                                                                 | Albania                                                                | 0 – 0                                                                  | Georgia                                                                | Amichevole                                                             | -                                                                      | 46’                                                                    |
| 16-8-2006                                                              | San Marino                                                             | San Marino                                                             | 0 – 3                                                                  | Albania                                                                | Amichevole                                                             | -                                                                      | 46’                                                                    |
| 2-9-2006                                                               | Adalia                                                                 | Bielorussia                                                            | 2 – 2                                                                  | Albania                                                                | Qual. Euro 2008                                                        | -                                                                      | 74’                                                                    |
| 7-2-2007                                                               | Tirana                                                                 | Albania                                                                | 0 – 1                                                                  | Macedonia                                                              | Amichevole                                                             | -                                                                      | 45’                                                                    |
| 24-3-2007                                                              | Tirana                                                                 | Albania                                                                | 0 – 0                                                                  | Slovenia                                                               | Qual. Euro 2008                                                        | -                                                                      | 58’                                                                    |
| 28-3-2007                                                              | Sofia                                                                  | Bulgaria                                                               | 0 – 0                                                                  | Albania                                                                | Qual. Euro 2008                                                        | -                                                                      | 54’ 71’                                                                |
| 2-6-2007                                                               | Tirana                                                                 | Albania                                                                | 2 – 0                                                                  | Lussemburgo                                                            | Qual. Euro 2008                                                        | 1                                                                      |                                                                        |
| 6-6-2007                                                               | Lussemburgo                                                            | Lussemburgo                                                            | 0 – 3                                                                  | Albania                                                                | Qual. Euro 2008                                                        | 2                                                                      |                                                                        |
| 22-8-2007                                                              | Tirana                                                                 | Albania                                                                | 3 – 0                                                                  | Malta                                                                  | Amichevole                                                             | -                                                                      | 45’                                                                    |
| 12-9-2007                                                              | Tirana                                                                 | Albania                                                                | 0 – 1                                                                  | Paesi Bassi                                                            | Qual. Euro 2008                                                        | -                                                                      | 31’ 45’                                                                |
| 17-11-2007                                                             | Tirana                                                                 | Albania                                                                | 2 – 4                                                                  | Bielorussia                                                            | Qual. Euro 2008                                                        | 1                                                                      | 74’                                                                    |
| 21-11-2007                                                             | Bucarest                                                               | Romania                                                                | 6 – 1                                                                  | Albania                                                                | Qual. Euro 2008                                                        | 1                                                                      | 41’                                                                    |
| 27-5-2008                                                              | Varsavia                                                               | Polonia                                                                | 1 – 0                                                                  | Albania                                                                | Amichevole                                                             | -                                                                      | 46’                                                                    |
| 20-8-2008                                                              | Scutari                                                                | Albania                                                                | 2 – 0                                                                  | Liechtenstein                                                          | Amichevole                                                             | 1                                                                      | 56’                                                                    |
| 11-10-2008                                                             | Budapest                                                               | Ungheria                                                               | 2 – 0                                                                  | Albania                                                                | Qual. Mondiali 2010                                                    | -                                                                      | 74’                                                                    |
| 10-6-2009                                                              | Tirana                                                                 | Albania                                                                | 1 – 1                                                                  | Georgia                                                                | Amichevole                                                             | -                                                                      | 54’                                                                    |
| 14-10-2009                                                             | Stoccolma                                                              | Svezia                                                                 | 4 – 1                                                                  | Albania                                                                | Qual. Mondiali 2010                                                    | -                                                                      | 79’                                                                    |
| 14-11-2009                                                             | Estonia                                                                | Estonia                                                                | 0 – 0                                                                  | Albania                                                                | Amichevole                                                             | -                                                                      | 75’                                                                    |
| 3-3-2010                                                               | Tirana                                                                 | Albania                                                                | 1 – 0                                                                  | Irlanda del Nord                                                       | Amichevole                                                             | -                                                                      | 86’ 87’                                                                |
| 25-5-2010                                                              | Montenegro                                                             | Montenegro                                                             | 0 – 1                                                                  | Albania                                                                | Amichevole                                                             | -                                                                      | 63’                                                                    |
| 2-6-2010                                                               | Tirana                                                                 | Albania                                                                | 1 – 0                                                                  | Andorra                                                                | Amichevole                                                             | -                                                                      | 58’                                                                    |
| 11-8-2010                                                              | Tirana                                                                 | Albania                                                                | 1 – 0                                                                  | Uzbekistan                                                             | Amichevole                                                             | -                                                                      | 75’                                                                    |
| 12-10-2010                                                             | Adalia                                                                 | Bielorussia                                                            | 2 – 0                                                                  | Albania                                                                | Qual. Euro 2012                                                        | -                                                                      | 81’                                                                    |
| 20-6-2011                                                              | Buenos Aires                                                           | Argentina                                                              | 4 – 0                                                                  | Albania                                                                | Amichevole                                                             | -                                                                      | 67’                                                                    |
| 10-8-2011                                                              | Tirana                                                                 | Albania                                                                | 3 – 2                                                                  | Montenegro                                                             | Amichevole                                                             | -                                                                      | 60’                                                                    |
| 6-9-2011                                                               | Lussemburgo                                                            | Lussemburgo                                                            | 2 – 1                                                                  | Albania                                                                | Qual. Euro 2012                                                        | -                                                                      | 45’                                                                    |
| 11-11-2011                                                             | Tirana                                                                 | Albania                                                                | 0 – 1                                                                  | Azerbaigian                                                            | Amichevole                                                             | -                                                                      | 87’                                                                    |
| 15-11-2011                                                             | Skopje                                                                 | Macedonia                                                              | 0 – 0                                                                  | Albania                                                                | Amichevole                                                             | -                                                                      | 56’                                                                    |
| 14-8-2013                                                              | Tirana                                                                 | Albania                                                                | 2 – 0                                                                  | Armenia                                                                | Amichevole                                                             | -                                                                      | 56’                                                                    |
| 5-3-2014                                                               | Durazzo                                                                | Albania                                                                | 2 – 0                                                                  | Malta                                                                  | Amichevole                                                             | -                                                                      | 78’                                                                    |
| 31-5-2014                                                              | Yverdon                                                                | Albania                                                                | 0 – 1                                                                  | Romania                                                                | Amichevole                                                             | -                                                                      | 46’                                                                    |
| 4-6-2014                                                               | Budapest                                                               | Ungheria                                                               | 1 – 0                                                                  | Albania                                                                | Amichevole                                                             | -                                                                      | 66’                                                                    |
| 8-6-2014                                                               | Serravalle                                                             | San Marino                                                             | 0 – 3                                                                  | Albania                                                                | Amichevole                                                             | -                                                                      |                                                                        |
| Totale                                                                 |                                                                        | Presenze                                                               | 41                                                                     |                                                                        | Reti                                                                   | 6                                                                      |                                                                        |

## Palmarès

### Club

#### Competizioni nazionali
- Campionato tedesco di seconda divisione: 1

Karlsruhe: 2006-2007